# Remo Freuler
Remo Marco Freuler (født 15. april 1992) er en schweizisk professionel fodboldspiller, som spiller for Serie A-klubben Bologna, hvor han er lånt til fra Nottingham Forest, og Schweiz' landshold.